# Janet Yellen
Janet Louise Yellen (New York, 1946. augusztus 13. –) amerikai közgazdász és politikus, 2014. február 1. és 2018. február 5. között a Federal Reserve System, az amerikai jegybank elnöke, 2021 és 2025 között az Egyesült Államok pénzügyminisztere. Mindkét poszton ő az első nő.

## Családja
Janet Yellen középosztálybeli New York-i zsidó családba született 1946. augusztus 13-án. Szülei Anna Blumenthal tanárnő és Julius Yellen orvos. Anyai és apai nagyszülei Lengyelországból vándoroltak ki még jóval az első világháború előtt. New York Brooklyn nevű városrészében nőtt fel. Apja családi orvosként dolgozott, rendelője a házuk földszintjén volt. Anyja általános iskolában tanított, de gyermekei születése után abbahagyta a tanítást, és így több időt fordíthatott Janet és négy évvel idősebb fiútestvére nevelésére. Yellen férje George Akerlof Nobel-díjas közgazdász, akivel az 1970-es években ismerkedett meg, amikor mindketten a Federal Reserve-nél dolgoztak. Fiuk, Robert Akerlof a szüleihez hasonlóan maga is közgazdász lett, és Angliában a Warwicki Egyetemen oktat.

## Iskolái
Janet Yellen a Fort Hamilton középiskolába járt, ahol az iskolaújság főszerkesztője és a végzős évfolyam legjobb tanulója volt 1963-ban. Alapdiplomáját Summa cum laude minősítéssel a Brown Egyetemen szerezte 1967-ben, közgazdaságtan szakon. Ezután a Yale Egyetemen tanult tovább posztgraduális szinten, és 1971-ben doktori fokozatot szerzett.

## Oktatói pályafutása
A doktori fokozat megszerzése után Yellen 1971-től 1976-ig a Harvard Egyetemen volt tanársegéd Eközben 1974-ben elnyert egy kutatói ösztöndíjat a Massachusetts Institute of Technologyn. 1978-tól 1980-ig a London School of Economics and Political Science-en volt előadó, majd a University of California, Berkeley oktatójaként helyezkedett el. Itt 1980-ban tanársegéd (assistant professor), 1982-ben docens (associate professor), 1985-ben pedig egyetemi tanár (professor) lett.

## Jegybanki és egyéb beosztásai

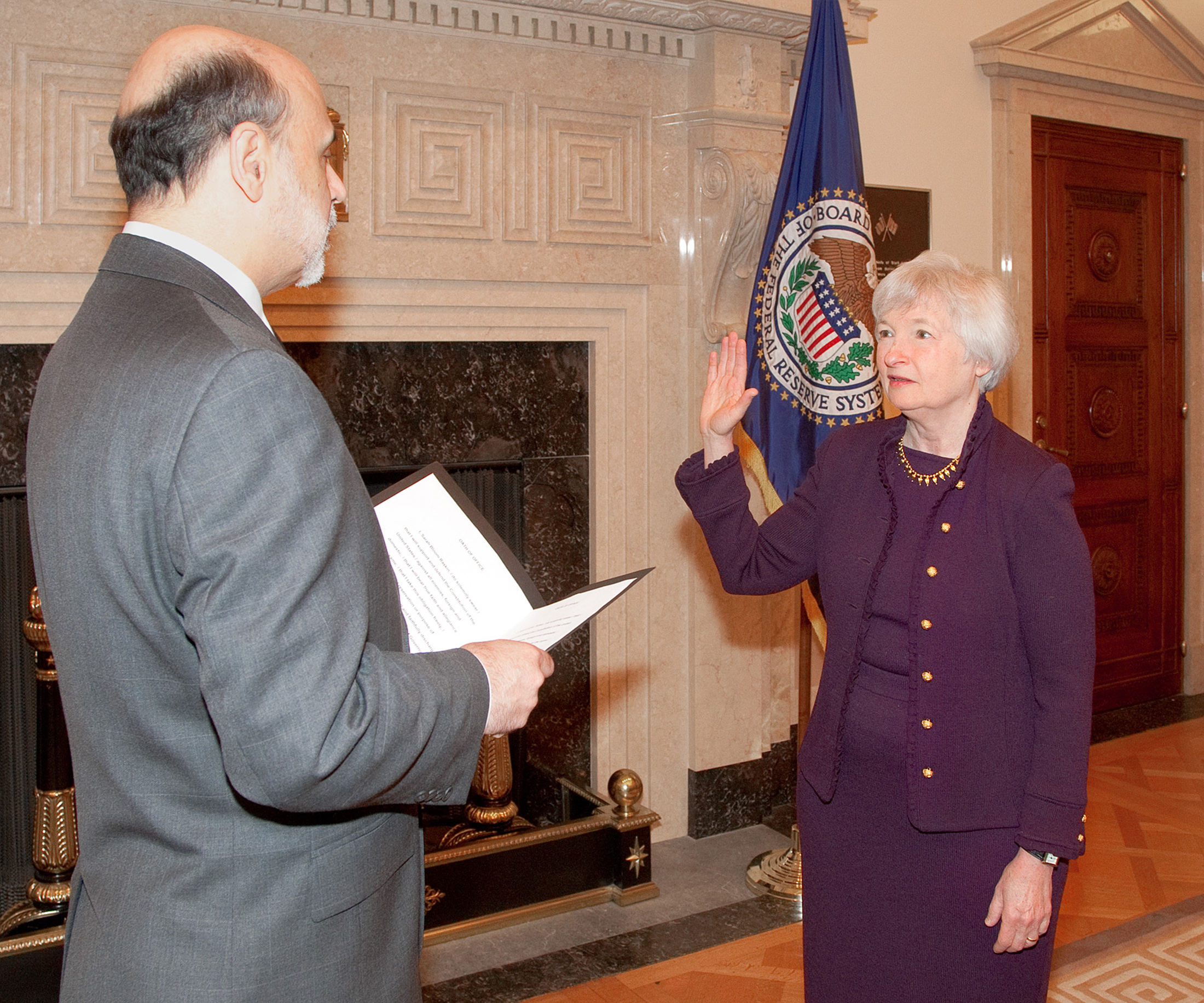
Yellen leteszi a hivatali esküt Ben Bernanke előtt és ezzel elfoglalja a Federal Reserve System alelnöki posztját. (2010. október 4.)

Yellen oktatói karrierjét többször is megszakította, hogy gyakorlati szerepet vállaljon a gazdaságirányításban. 1977–78-ban a Federal Reserve-nél dolgozott. 1997 és 1999 között Bill Clinton elnök tanácsadója volt a Gazdasági Tanácsadók Tanácsa tagjaként. 2004-ben a Federal Reserve Bank of San Francisco vezetője lett, 2010-ben pedig a Federal Reserve alelnöke.

## Jegybankelnök
2013 októberében Obama elnök Yellent jelölte a Federal Reserve System, az amerikai jegybank elnöki tisztére. A Szenátus 2014. január 6-án megerősítette a kinevezést. Janet Yellen 2014. február 3-án tette le a hivatali esküt.
Yellen a 2008-ban kirobbant gazdasági világválságot követő időszak gazdaságélénkítő programjának végén foglalta el posztját. Elnöksége alatt a Fed óvatosan szigorított monetáris politikáján, több, apró lépésben emelte a kamatlábakat, és visszafogta a jegybank állampapír- és jelzálogkötvény-vásárlásait. Ezzel csökkentette a pénzmennyiség növekedését, amelyet még Ben Bernanke elnöksége alatt indított meg a jegybank, a gazdaság élénkítése céljából. Ezt a monetáris szigorítást később bírálatok érték mind a liberális, mind a konzervatív politikusok és közgazdászok részéről, akik úgy gondolták, hogy megengedőbb monetáris politika mellett gyorsabban állt volna helyre a gazdaság a válság után, az inflációtól való félelem pedig eltúlzott volt. Yellen távozása után a Fed újra pénzmennyiség-növelő és kamatlábcsökkentő monetáris politikába kezdett.
Yellen jegybankelnöksége alatt a Fed politikájában újdonságként jelent meg a megnövekedett jövedelemkülönbségekre fordított fokozott figyelem, és a férfiak és nők valamint a különböző bőrszínű emberek közti gazdasági egyenlőtlenségek leküzdésére való törekvés. Ezek a célok Yellen távozása után is megmaradtak.
Az amerikai jegybankelnök megbizatása négy évre szól, de az elnök korlátlan alkalommal újrajelölheti további négy éves időszakokra. 2017 őszén, amikor Yellen mandátuma a végéhez közeledett, Trump elnök eleinte nyitottnak mutatkozott arra, hogy újrajelölje Yellent, aki jelezte is, hogy szívesen folytatná a munkát, de Trump végül munkatársai tanácsára inkább Jerome Powellt választotta. A Washington Postban megjelent pletyka szerint Trump kétségét fejezte ki aziránt, hogy a mindössze 160 centiméteres Yellen eléggé magas-e ahhoz, hogy a Federal Reserve elnöke legyen.
Yellen, aki mandátumának lejártával a Brookings Institution nevű kutatóintézetben helyezkedett el, támogatta utódját, és 2018-ban bírálta Trump elnököt a Fed önállóságának csorbítására tett kísérleteiért.

## Pénzügyminiszter
2020 novemberében nyilvánosságra került, hogy Joe Biden megválasztott elnök Yellent választotta a pénzügyminiszteri posztra. A várható kinevezés pozitív fogadtatást kapott. Elziabeth Warren szenátor, a Demokrata Párt balszárnyának vezéralakja például meleg hangon méltatta Yellen jegybankelnöki éveit, és „kitűnő választásnak” nevezte Biden döntését. A tényleges kinevezésre Biden 2021. január 20-i beiktatása után került sor. Yellen a Szenátus 84-15 arányú jóváhagyásával foglalta el posztját.

## Legfontosabb publikációi
Yellen több könyv és tudományos cikk szerzője, illetve társszerzője.
- The Fabulous Decade: Macroeconomic Lessons from the 1990s (Alan Binderrel). New York: The Century Foundation Press, 2001.
- "Trends in Income Inequality and Policy Responses." Looking Ahead (1997. október).
- "The Inequality Paradox: Growth of Income Disparity." National Policy Association (1998).
- "The Continuing Importance of Trade Liberalization." Business Economics (1998).
- "Monetary Policy: Goals and Strategy." Business Economics (1996. július).
- "An Analysis of Out-of-Wedlock Childbearing in the United States," (George Akerloffal és Michael Katz-cal). Journal of Economics (May 1996).
- "East Germany In From the Cold: The Economic Aftermath of Currency Union," (George Akerloffal, Andrew Rose-zal és Helga Hesseniusszal). Brookings Papers on Economic Activity 1991:1.
- "How Large Are the Losses from Rule of Thumb Behavior in Models of the Business Cycle?" (George Akerloffal), Money, Macroeconomics and Economic Policy: Essays in Honor of James Tobin, szerkesztők: Willima Brainard, William Nordhaus és Harold Watts, Cambridge, Mass.: MIT Press, 1991.